# Marco König
Marco König, né le 1er juillet 1995 à Kaiserslautern, est un coureur cycliste allemand.

## Biographie
Marco König naît le 1er juillet 1995 à Kaiserslautern en Allemagne.
Il entre en 2014 dans l'équipe Leopard Development.

## Palmarès sur route
- 2013[1]
  -  Champion d'Allemagne sur route juniors

## Palmarès en cyclo-cross
- 2012-2013[1]
  -  Champion d'Allemagne de cyclo-cross juniors
  - Cyclo-cross de Cessange

## Distinctions
- Cycliste juniors allemand de l'année : 2013